# Дві країни для двох народів

Плакат руху за мир: ізраїльській та палестинській прапори та слова «мир» арабською та івритом. Подібні зображення використовували кілька груп, які підтримували вирішення конфлікту між двома державами.

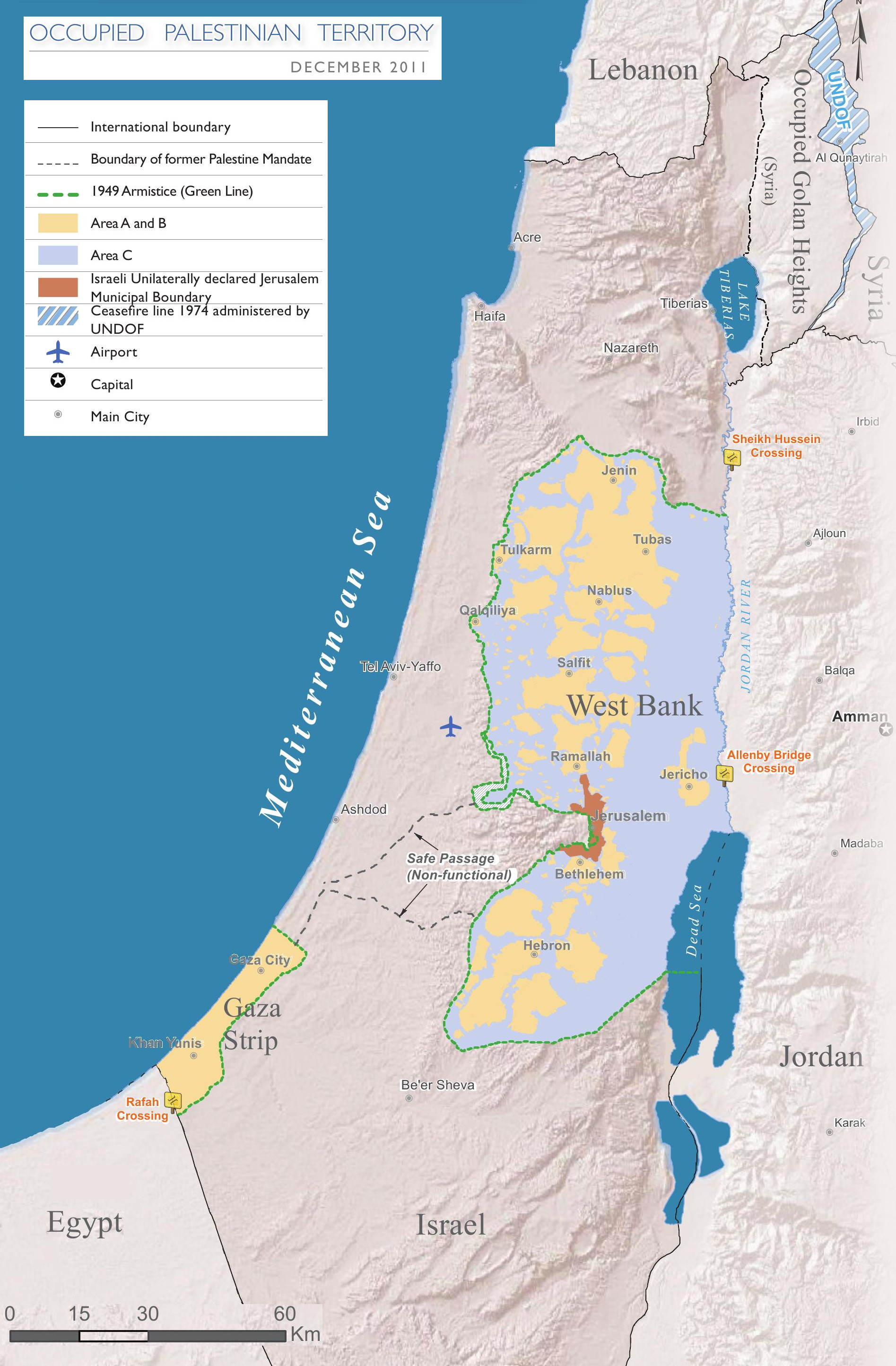
Карта Західного берега та Сектора Гази, 2011 рік. Домовлення про прийняття кордона є основною складністю з рішенням двох держав.

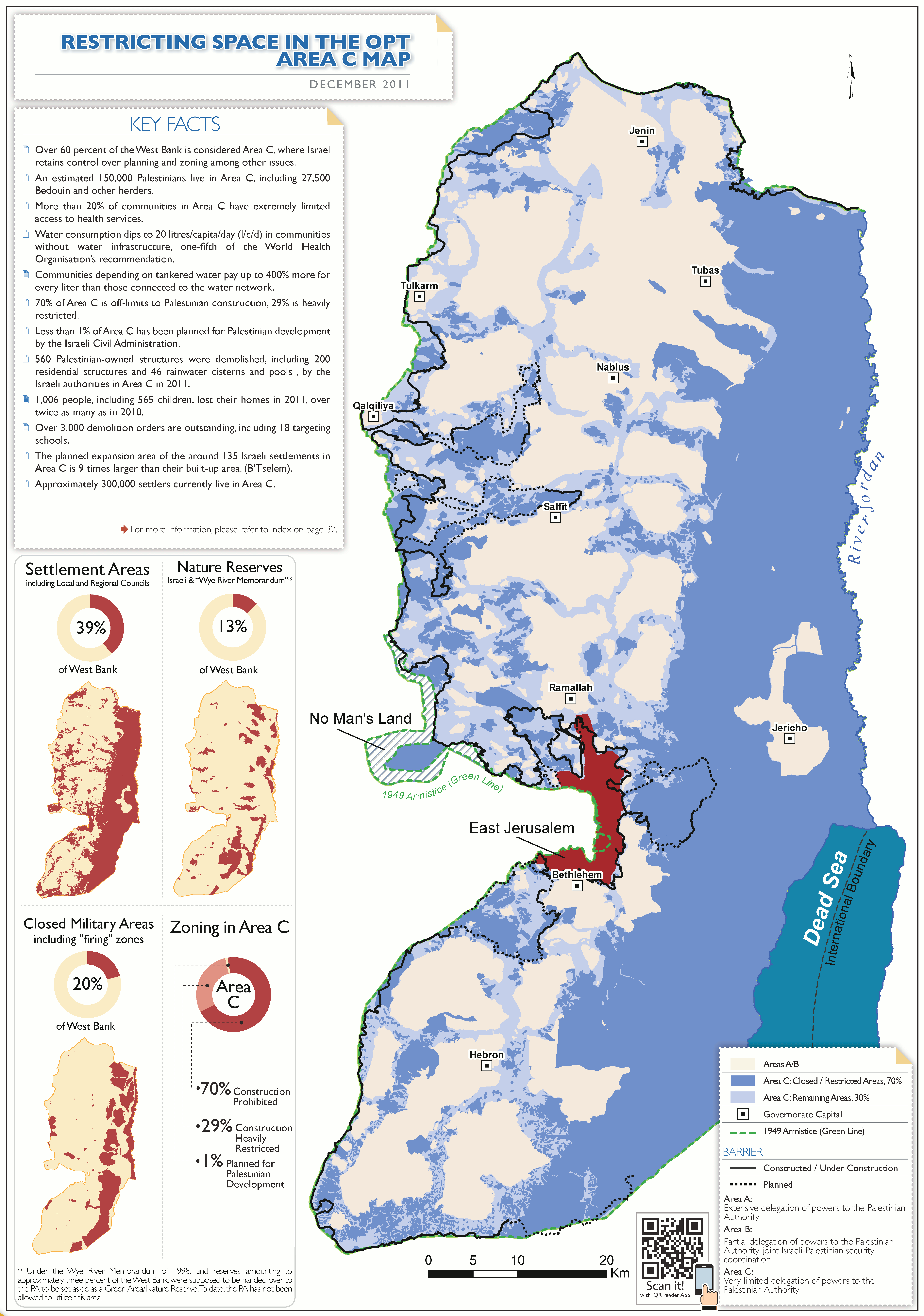
Район С Західного берега, підконтрольний Ізраїлю, синім та червоним, грудень 2011 року

Рішення ізраїльсько-палестинського конфлікту двома державами передбачає створення незалежної держави Палестина поряд із Державою Ізраїль, на захід від річки Йордан. Кордон між двома державами все ще підлягає суперечкам та переговорам. Керівництво Палестини та Арабських країн наполягає на «кордонах 1967 року», які не приймає Ізраїль. Територія колишнього Мандату Палестина (включаючи Єрусалим), який не входив до складу Палестинської держави, продовжував б залишатися частиною Ізраїлю.
У 1974 р. Резолюція ООН щодо «мирного врегулювання питання Палестини» закликала «дві держави, Ізраїль і Палестину … поруч в межах безпечних і визнаних кордонів», разом з "справедливим вирішенням питання біженців відповідно до резолюції ООН 194 ". Кордони держави Палестина будуть «базуватися на кордонах до 1967 року». Остання резолюція, у листопаді 2013 року, була прийнята 165 до 6, 6 утрималися від відповіді; Ізраїль та США проголосували проти.
Палестинське керівництво сприйняло концепцію з Саміту арабських країн у Фесі в 1982 році. Ізраїль розглядає кроки палестинських лідерів щодо отримання міжнародного визнання держави Палестина як односторонні дії палестинців та суперечення вирішенню двох держав шляхом переговорів.
У 2009 році повідомлялося, що, хоча опитування постійно показували більшість ізраїльських та палестинських голосів на користь врегулювання конфлікту між двома державами, було «зростаюче розчарування» у даному вирішенні цього питання. У звіті корпорації RAND за 2021 рік було виявлено, що ізраїльтяни з усього політичного спектра виступають проти рішення двох держав, і що палестинці, скоріше за все, потребуватимуть гарантії міжнародної безпеки для будь-якого мирного розв'язання.
Починаючи з Мадридської конференції 1991 р., Було здійснено багато дипломатичних зусиль для реалізації рішення конфлікту двох держав. Потім відбулися угоди в Осло 1993 р. І невдалий саміт Кемп-Девід 2000 р., А потім переговори Таба на початку 2001 р. У 2002 році Арабська ліга запропонувала Арабську мирну ініціативу. Останньою ініціативою, яка також зазнала невдачі, стали мирні переговори 2013–14 років.

## Історія вирішення конфлікту двох держав
Перша пропозиція щодо створення єврейської та арабської держав у Британському мандаті Палестини була висловлена у звіті Комісії Пілу 1937 р., Мандат продовжував охоплювати лише невелику територію, що містить Єрусалим . Рекомендована пропозиція щодо розділу була відхилена арабською громадою Палестини але була прийнята більшістю єврейського керівництва.
Розділ був знову запропонований планом поділу від ООН 1947 року для поділу Палестини. Він запропонував тристоронній дивізіон, знову з Єрусалимом, який тримався окремо під міжнародним контролем. План поділу був прийнятий єврейським керівництвом. Однак план був відхилений керівництвом арабських держав та керівництвом Палестини, які виступили проти будь-якого поділу Палестини та будь-якої незалежної єврейської присутності в цьому районі. Арабо-ізраїльська війна 1948 року за контроль над спірною землею розпочалася під кінець Британського мандату, який завершилася угодами про перемир'я 1949 року . Війна призвела до втечі або виселення 711 000 палестинців, яких палестинці називають «Накба», з територій, які стали державою Ізраїль. Замість того, щоб створити палестинську державу на землі, яку Ізраїль не контролював, арабські країни вирішили підтримати Агентство ООН з питань допомоги та роботи для палестинських біженців на Близькому Сході, а палестинські біженці залишились без громадянства.

## Реакція

### Ізраїль
План співіснування двох держав у тому чи іншому вигляді підтримує більша частина ізраїльськіх політичних партій, зокрема провладна «Лікуд» Беньяміна Нетаньягу, «Наш дім Ізраїль», «Авода», «Ха-Тнуа», «Єш Атід», «Хадаш» та ін.
«Проти» виступає сіоністська партія «Єврейський дім», «Оцма Єгудіт», а також арабська партія «РААМ-ТААЛЬ».

### Палестина
Президент Палестинської держави Махмуд Аббас заявив про лояльність принципу «двох держав». 
За деякими джерелами Хамас також готовий визнати формулу «дві країни для двох народів».

### Міжнародна
План активно підтримує Женевська ініціатива, OneVoice та Шалом ахшав.